# Alô Alô Carnaval
Alô, Alô, Carnaval é uma comédia musical brasileira, dirigida e produzida por Adhemar Gonzaga e Wallace Downey, e lançada pela produtora Cinédia.
Foi o primeiro filme brasileiro a usar playback em números musicais, apesar do recurso ter sido utilizado apenas em algumas cenas, e com o som direto ainda podendo ser ouvido em segundo plano.
Estreou no Cinema Alhambra em 20 de janeiro de 1936 no Rio de Janeiro, e em 3 de fevereiro de 1936 em São Paulo.
Com o título original de "O Grande Cassino", a ideia do filme surgiu da necessidade de se apresentar ao grande público os grandes cantores da fase de ouro do rádio brasileiro, já que não havia televisão e a população de baixa renda praticamente não tinha acesso aos cassinos.
Dentre os filmes brasileiros que a cantora Carmen Miranda participou, este é o único que sobreviveu ao tempo.

## Sinopse
Conta a dificuldade de dois autores (Barbosa Junior e Pinto Filho) em conseguir um empresário para sua revista chamada "Banana-da-terra". Indo a um cassino, lembram-se de que ali seria o local ideal e procuram o empresário (Jaime Costa), que recusa a oferta. Mas, como a atração contratada pelo empresário não chegara da França, ele corre em busca dos dois e aceita a revista. E durante o desenrolar do espetáculo, tudo o que existe de mais incrível acontece. A história e as partes do texto, incluindo piadas satirizando figuras e fatos da época, são pretextos para os números musicais, com os maiores nomes do rádio e do teatro.

## Elenco

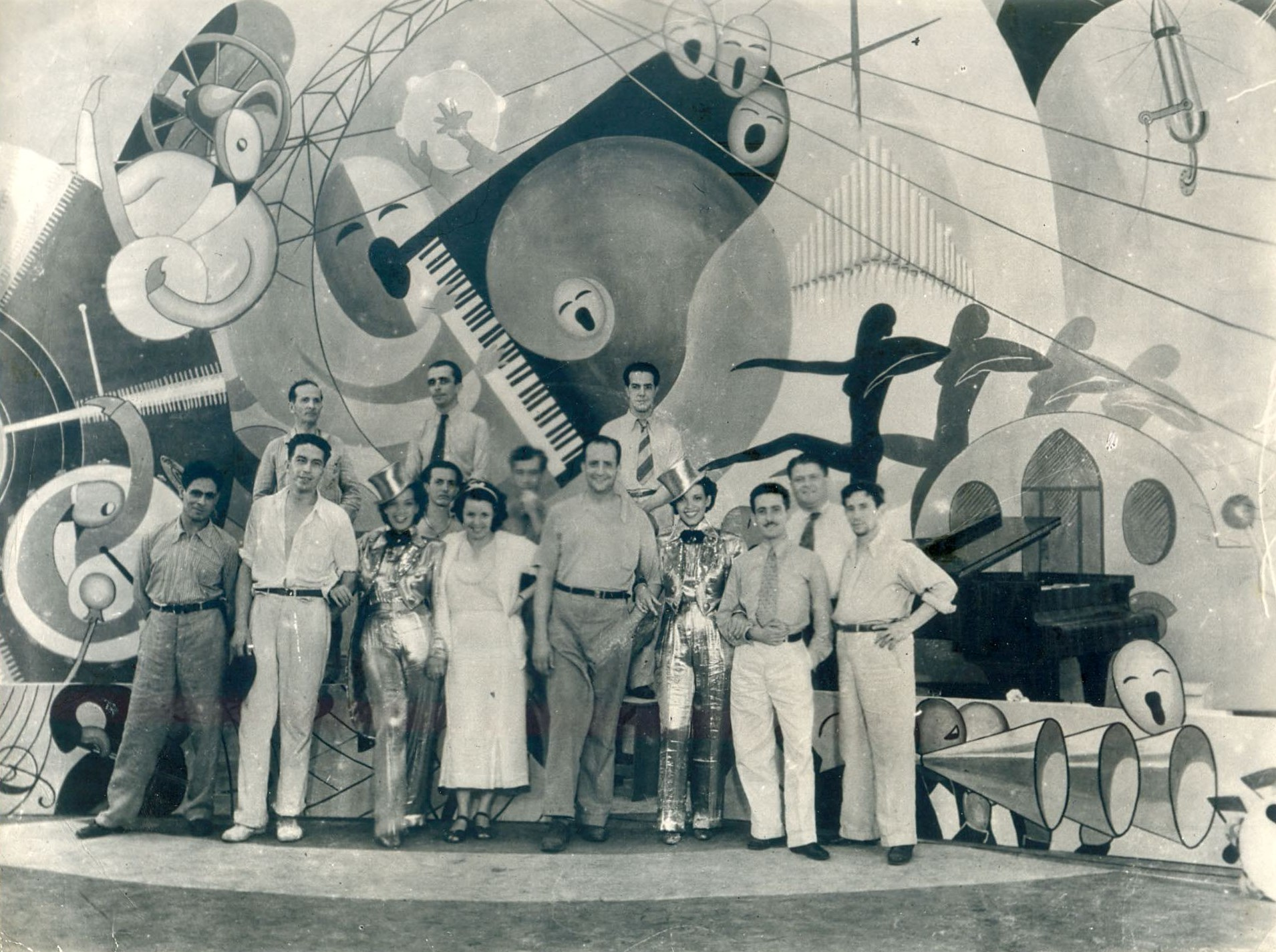
Último dia de filmagem de Alô, Alô, Carnaval. Ademar Gonzaga (ao centro), Carmen Miranda (à esquerda) e sua irmã, Aurora Miranda (à direita).

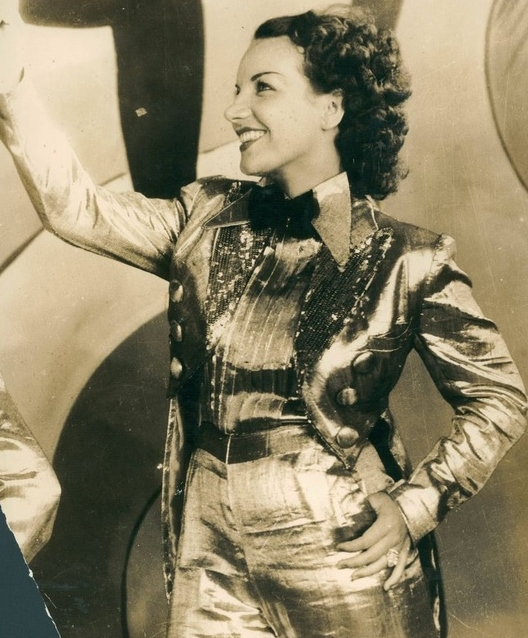
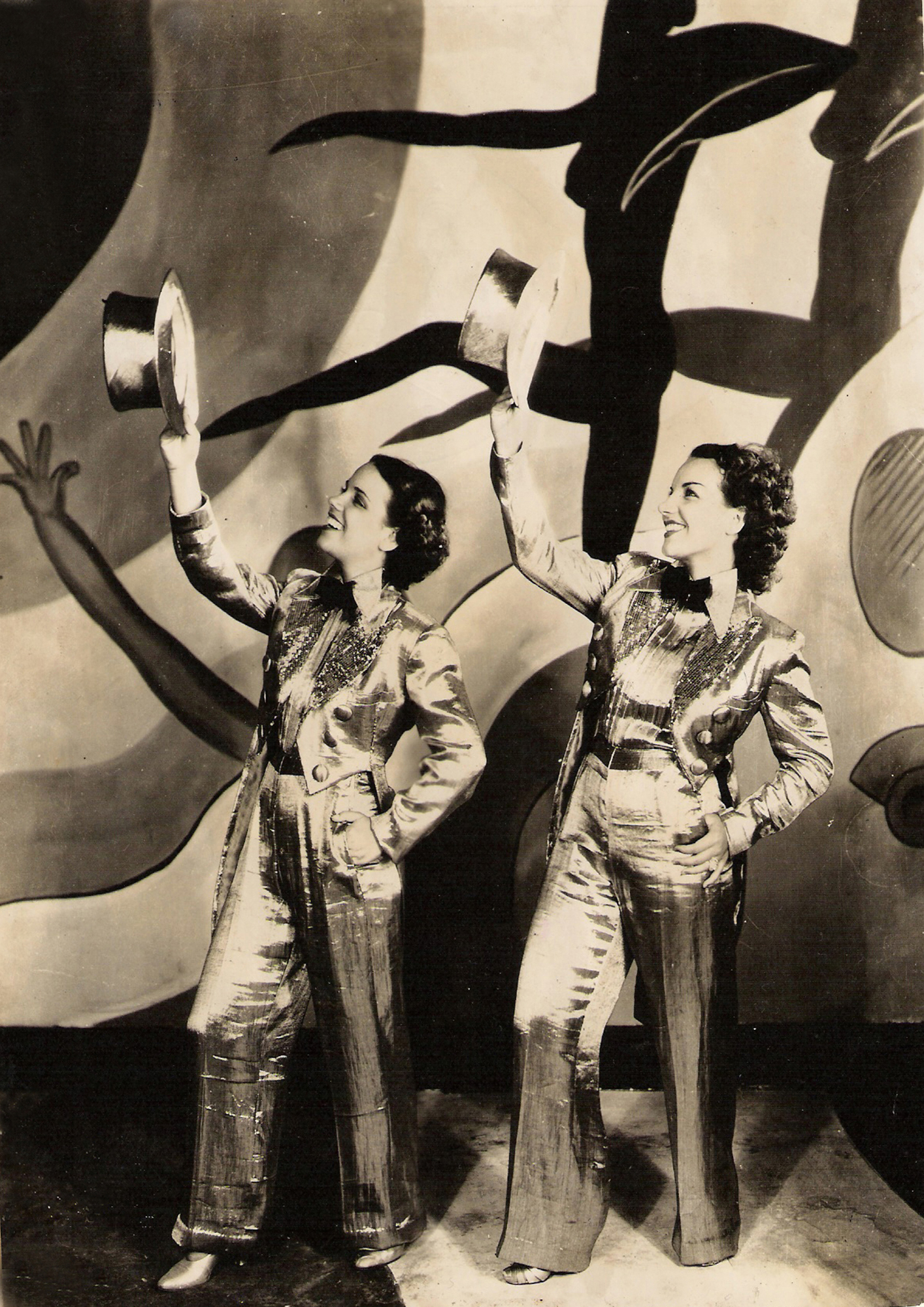

- Jaime Costa
- Barbosa Júnior
- Pinto Filho
- Oscarito
- Jorge Murad
- Muraro
- Lelita Rosa
- Paulo de Oliveira Gonçalves
- Henrique Chaves
- Dario Melo Pinto
- Maria Gonzaga M. Pinto
- Luís Carlos Guimarães
- Hélio Barroso Neto
- Jaime Ferreira
- Olga Figueiredo
- Paulo Roberto
- Peri Ribas
- Alberto Rocha
- Ignácio Corseuil Filho
- Didi Viana
- Bernardo Guimarães
- Carlos de Oliveira
- Hervé Cordovil
- Joel de Almeida
- Lair de Barros
- Aniceto
- Almirante
- Bando da Lua
- Francisco Alves
- Lamartine Babo
- Luiz Barbosa
- Dircinha Batista
- Linda Batista
- Carmen Miranda
- Aurora Miranda
- Heloísa Helena
- Alzirinha Camargo
- Irmãs Pagãs

## Números musicais
| Título da música                                              | Autor(es)                                       | Intérprete                                         |
| ------------------------------------------------------------- | ----------------------------------------------- | -------------------------------------------------- |
| Mimi                                                          | Ary de Calazães Fragoso                         | Luiz Barbosa                                       |
| Pierrô Apaixonado                                             | Heitor dos Prazeres e Noel Rosa                 | Joel & Gaúcho                                      |
| Não Beba Tanto Assim                                          | Geraldo Decourt                                 | Irmãs Pagãs                                        |
| Seu Libório                                                   | Alberto Ribeiro e João de Barro                 | Luiz Barbosa                                       |
| Maria, Acorda Que É Dia                                       | Alberto Ribeiro e João de Barro                 | Heriberto Muraro ao piano                          |
| Molha o Pano                                                  | Getúlio Marinho e Cândido Vasconcellos          | Aurora Miranda e Regional de Benedito Lacerda      |
| Negócios de Família                                           | Assis Valente e Hervê Cordovil                  | Bando da Lua                                       |
| Tempo Bom                                                     | Heloísa Helena e João de Barro                  | Os Bêbados                                         |
| Teatro da Vida                                                | A. Vítor                                        | Mário Reis                                         |
| Comprei uma Fantasia de Pierrô                                | Alberto Ribeiro e Lamartine Babo                | Francisco Alves, dançando com Dulce Weytingh       |
| As Armas e os Barões                                          | Alberto Ribeiro                                 | Almirante e Lamartine Babo                         |
| Amei                                                          | Antônio Nássara e Eratóstenes Frazão            | Francisco Alves                                    |
| Muito Riso e Pouco Siso                                       | Alberto Ribeiro e João de Barro                 | Dircinha Batista e Os Quatro Diabos                |
| Pirata                                                        | Alberto Ribeiro e João de Barro                 | Dircinha Batista, Hervê Cordovil e Orquestra       |
| Paródia da Canção do Aventureiro, de O Guarani (Carlos Gomes) | Alberto Ribeiro                                 | Barbosa Júnior e Muraro ao piano                   |
| Cinqüenta Por Cento de Amor                                   | Lamartine Babo                                  | Alzirinha Camargo                                  |
| Não Resta a Menor Dúvida                                      | Hervê Cordovil e Noel Rosa                      | Bando da Lua                                       |
| Manhãs de Sol                                                 | Alberto Ribeiro e João de Barro                 | Francisco Alves, Hervê Cordovil e Orquestra        |
| Sonhos de Amor                                                | Franz Liszt                                     | Jayme Costa (dublado por Francisco Alves)          |
| Cadê Mimi?                                                    | Alberto Ribeiro e João de Barro                 | Mário Reis                                         |
| Querido Adão                                                  | Benedito Lacerda e Oswaldo Santiago             | Carmen Miranda                                     |
| Cantores de Rádio                                             | Alberto Ribeiro, João de Barro e Lamartine Babo | Aurora e Carmen Miranda e Orquestra Simon Bountman |
| Fra Diavolo                                                   | A. Martinez, Alberto Ribeiro e João de Barro    | Mário Reis                                         |

## Restauração
Alô, Alô, Carnaval foi restaurado no inicio dos anos 2000. O projeto foi patrocinado pela Petrobras Distribuidora e orçado em 270 mil reais.
O projeto se fez necessário devido o estado precário em que se encontrava o filme original. Em 1952, a fita foi entregue a Cooperativa Cinematográfica Brasileira, onde foi remontado, com várias cenas retiradas. Só por ocasião da primeira recuperação em 1974, feita por Adhemar Gonzaga, foi que se conseguiu restaurar a ordem perdida. Em 1986, foram encontradas na Cinemateca do Museu de Arte Moderna do Rio de Janeiro, as cenas do comediante Jorge Murad, que eram dadas como perdidas.
No final de 2000, o projeto ganhou o apoio financeiro da Petrobrás, sendo finalizado em março de 2002, uma nova cópia foi feita com novos padrões utilizado atualmente (antes era usada a janela 1.33; hoje o padrão é 1.66), com o som remasterizado, além do emprego de outros processos tecnológicos. Um dos fatores mais complicados durante o processo foi o encolhimento do que foi masterizado em 1974, sendo necessário uma copiagem quadro a quadro na Labocine do Brasil.
O filme foi reexibido no  Sesc Ipiranga de São Paulo em junho de 2002.